# 도담초등학교
도담초등학교는 대한민국 세종특별자치시가 교육기본법에 따라 설치한 초등학교이다. 코로나19 바이러스의 여파로 2020년 8월까지 휴교령을 내렸다가 전면 등교를 실시하였다.

## 연혁
- 2013년 1월 15일 : 준공식
- 2013년 2월 26일 : 학부모 교육과정 설명회
- 2013년 3월 1일 : 초대 김순옥 교장 부임
- 2013년 5월 6일 : 도담초등학교 개교식
- 2014년 2월 19일 : 제1회 졸업식(졸업생 11명)
- 2014년 3월 3일 : 시업식 및 입학식 (12학급)
- 2014년 6월 1일 : 12학급 편성
- 2014년 11월 1일 : 15학급 편성
- 2015년 2월 1일 : 20학급 편성
- 2015년 3월 1일 : 35학급 편성(특수학급 신설)
- 2015년 4월 1일 : 45학급 편성
- 2015년 9월 1일 : 53학급 편성
- 2016년 3월 1일 : 61학급 편성
- 2017년 3월 1일 : 62학급 편성
- 2017년 9월 1일 : 김태환 교장 부임
- 2021년 9월 1일 : 김윤호 교장 부임

## 참고 자료
- 도담초등학교 - 한국교육학술정보원 학교알리미